# Pretin
Pretin település Franciaországban, Jura megyében. Lakosainak száma 52 fő (2022. január 1.). Pretin Marnoz, Aiglepierre, Arbois, Bracon, Ivory, Mesnay és Salins-les-Bains községekkel határos.

## Népesség
A település népességének változása:
| Lakosok száma | 111  | 68   | 61   | 61   | 63   | 63   | 61   | 61   | 60   | 52   |
|               | 1968 | 1982 | 1990 | 2006 | 2013 | 2015 | 2017 | 2019 | 2020 | 2022 |